# Robinson Utopia
Robinson Utopia – kampen om planken var en tv-serie, der kørte som spin-off til Robinson Ekspeditionen 2003 og Robinson Ekspeditionen 2004 på TV3. Seertallet på programmet var gennemsnitlig 388.000 per afsnit. Ditte Hapel øgede dog senere seertallet til 458.000, efter hun var ankommet på øen. I programmet kæmpede deltagerne hver dag om kampen på planken. Hvor man kunne vinde en plads tilbage i finalen.

## Om Robinson Utopia
Utopia var en helt ny dimension i Robinson Ekspeditionen – en parallelverden, hvor et andet form for Robinson-drama udspillede sig, og hvor håbet om genopstandelse i den oprindelige Robinson Ekspedition levede. I de tidligere Robinson Ekspeditioner (1998, 1999, 2000, 2001, 2002), havde deltageren altid kunnet regne med alting. 
Hvis man tidligere blev stemt ud af ekspeditionen kunne man enten regne med at sætte kursen mod Danmark eller i bedste fald et luksusressort, hvor man resten af perioden kunne slappe af i skyggen og nyde dejlige drinks og god mad. Sådan var det ikke i Robinson Ekspeditionen 2003 og Robinson Ekspeditionen 2004. En halv times sejlads fra den oprindelige Robinson Ekspedition blev man sejlet til Utopia også kendt som Tabernes Ø, hvor et helt nyt drama ville finde sted – fuldstændig uden styring. Regler var der ingen af, dem lavede ex-deltagerne selv. 
Betingelserne var ganske anderledes. Blandt andet var der fri adgang til føde og man kunne spise mad i form af olie, mel og ris samt en række andre forsyninger på varierede måder. Seerne kendte til Utopia, men det gjorde deltagerne i den rigtige Ekspedition ikke før de blev stemt ud. Deres reaktioner, når de ankom til den hemmelige ø var blandede. Visse deltagere havde set frem til et ferieophold på et luksusressort, hvorefter de blev slemt skuffede. Andre glædede sig til en potentiel ny Robinson-udfordring. 
På Utopia levede konflikterne fra Robinson Ekspeditionen videre. Nye venskaber opstod og uvenskaber blussede op i et reality-show, hvor både svage og stærke karakterer oplevede helt uforudsete konflikter. Folk, der var slået ud kom til at møde deres tidligere banemand og nogle blev bedste venner. Inden deltageren nåede frem til Utopia fik vedkommende en snak med den daværende vært Thomas Mygind, hvor der blev reflekteret over den grumme skæbne og kommentarer for ukendte alliancer og andre ufortalte ting fra Ekspeditionen. 
Ekspeditionens hovedmål var at 12 finalister skulle findes, således at man havde en chance for at komme tilbage i Robinson Ekspeditionen 2003.

## Robinson Utopia 2003 – finalen
Alle 12 fra Totempælen, skulle i dyst på Skæbnens Ø. Robinson Ekspeditionens resterende deltagere Frank, Rie og Marinela kom og kiggede på, og fik sig et mindre chok da de så deres tidligere kammerater linet op. Konkurrencen var enkel; de 12 finalister skulle blive til seks, hvorefter Robinson-deltagerne skulle vælge mellem disse.
Jane røg som den første efter 3 min. Anette som den næste efter cirka 40. Mogens faldt ned efter ca. 1,5 time og Lisbet fulgte trop efter knap 2 timer, og derefter var der en lang pause før Michella faldt ned efter godt 3 timer. Selvom Thomas havde flest problemer på grund af sin dårlige balance, var det dog Anders, der var den sidste, der faldt ned efter 3,5 time. Herefter skulle de tre vælge en hver af de seks de skulle lænkes sammen med på en anden planke i vandet. Det par fra Utopia der stod længst var tilbage i spillet. Rie valgte Kim, Marinela valgte Hans og Frank valgte Sidsel. Claus, Thomas og Niels blev altså valgt fra. 
I plankedysten var det Frank Quistgård og Rie Pedersen, som drattede i vandet og trak deres friskere Utopia-kolleger med. Hermed blev Hans Helgren vinder af Plankedysten i 2003. Og i den afsluttende konkurrence var Hans klart hurtigst til det fysiske. Til gengæld klarede han ikke tænkeopgaven med pyramiden. I sultperioder prioriterer kroppen nemlig brændstof til hjernen frem for muskler, så både Frank og Rie var stadig kvikkere i pæren.

## Fjendskaber
Thomas Højberg fra 2003, tilegnede sig et belastende nederlag over at være blev stemt ud af sin allierede Frank Quistgaard og hans sammensvorne Güner Iljazovski, og udviklede på øen næsten et personligt had til de to fyre, da han ikke kunne forlige sig med, at han var færdig i spillet. Han mødte dog kærlighed på øen, da han udviklede et godt venskab med en af Utopias første beboere Jane Nejst, der røg ud i Hold Syds første ø-råd.
I 2003 var fjendskabet særlig slemt på taber-øen mellem Niels Buch og Hans, der førte til gensidige fysiske trusler. På et tidspunkt var de voldsomt oppe at skændes mod hinanden med Claus Ipsen Jensen på Niels' parti. De var begge ambitiøse og frygteligt frustrerede over nederlaget. Samtidig var Niels og Hans udpræget alfa-hanner med naturlig autoritet og lederevner, som fik dem til at kæmpe indbyrdes om den dominerende rolle.
Karin Skovgaard var i Robinson Ekspeditionen 2004's allerførste afsnit en af hovedkvinderne bag alliancen, hvor hun sammen med Natasja, Mette og Tine samt gamle Benny og Bjarke sørgede for, at Robinsons største muskelbundt, Michael Lau, blev stemt ud på Utopia. Senere på Utopia fik de begge Laus store vrede at føle. Bjarke tog hans trusler roligt, mens Karin nærmest følte sig truet.

## Deltagere i Utopia

### Deltagere iRobinson Ekspeditionen 2003
I den rækkefølge de røg ud:
- Lajla Wöhliche Wammen (1. på øen)
- Anette Kure (2. på øen – Finalist)
- Mogens Eckert (3. på øen – Finalist)
- Jane Nejst (4. på øen – Finalist)
- Hans Helgren (5. på øen – Vinder)
- Kim Jakobsen (6. på øen – Finalist)
- Michella Bennet (7. på øen – Finalist)
- Charlotte Hansen (8. på øen)
- Lisbet Rosenstand (9. på øen – Finalist)
- Thomas Højberg (10. på øen – Finalist)
- Claus 'Bedemand' Ipsen Jensen (11. på øen – Finalist)
- Niels Buch (12. på øen – Finalist)
- Ditte Hapel (13. på øen)
- Michael Olrik (14. på øen)
- Anders Pedersen (15. på øen – Finalist)
- Sidsel Zacho (17. på øen – Finalist)
- Güner Iljazovski (18. på øen)

### Deltagere iRobinson Ekspeditionen 2004
- Pia Bonnet Trusell
- Karin Skovgaard Jensen
- Michael Lau
- Bjarke Reffstrup Møller
- Benny Andersen